# Дунаево (Забайкальский край)
Дуна́ево — село в Сретенском районе Забайкальского края России. Административный центр сельского поселения «Дунаевское»

## География
Село находится на левом берегу реки Шилка, выше впадения в неё реки Куэнга, на расстоянии 64 км по автодороге 76А-008 к юго-западу от города Сретенск, административного центра района.

## Население
| 1989 | 2002  | 2010  | 2021 |
| ---- | ----- | ----- | ---- |
| 1162 | ↘1150 | ↘1009 | ↘925 |

## Улицы
| - ул. Вокзальная, - ул. Железнодорожная, - ул. Клубная, - ул. Набережная, - ул. Нагорная, | - ул. Нижняя, - ул. Новая, - ул. Привокзальная, - ул. Рабочая, - ул. Разъезд 3 км, | - ул. Советская, - ул. Степная, - ул. Строительная, - ул. Центральная, - ул. Школьная. |

## Транспортная сеть
Через село проходит Транссибирская магистраль. В центре села находится узловая станция Куэнга Забайкальской железной дороги с ответвлением на станцию Сретенск (расстояние — 53 км).